# Episalus zephyrinus
Episalus zephyrinus är en insektsart som beskrevs av Gerstaecker 1885. Episalus zephyrinus ingår i släktet Episalus och familjen myrlejonsländor. Inga underarter finns listade i Catalogue of Life.